# ساوشتروپ
ساوشتروپ (به آلمانی: Saustrup) یک شهر در آلمان است که در اشلسویگ-فلنسبورگ واقع شده‌است. ساوشتروپ ۲۲۹ نفر جمعیت دارد.